# Kunstwol

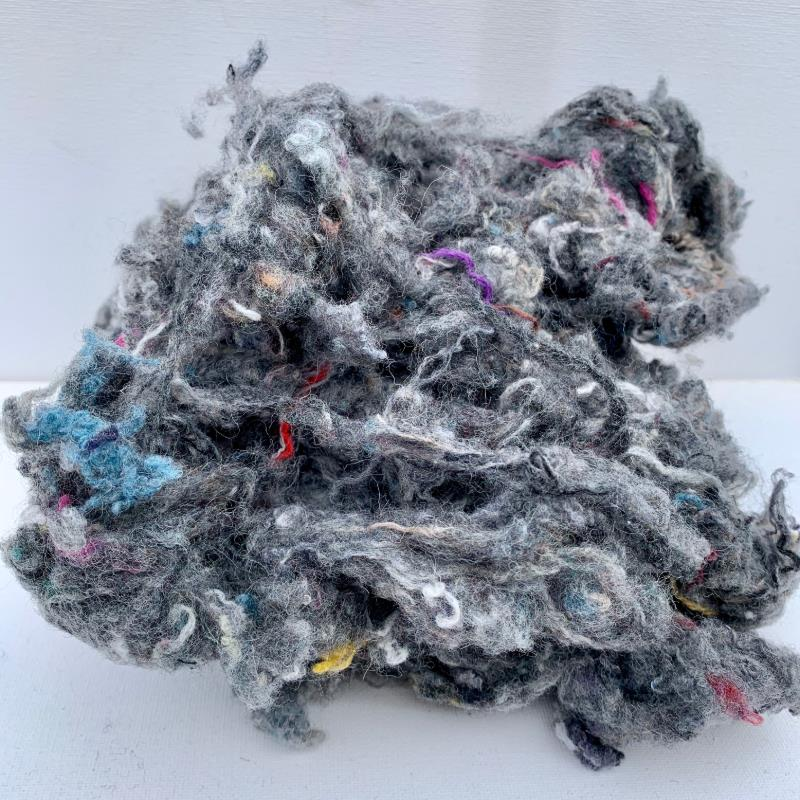
Kunstwol

Onder kunstwol verstond men oorspronkelijk de wol die niet rechtstreeks van het dier afkomstig was, maar die is gewonnen uit wol bevattende lompen. Kunstwol was dus géén synthetische wol maar kwam voort uit hergebruik.
Het proces van de kunstwolfabricage werd ontwikkeld in het begin van de 19e eeuw. Kunstwolfabrieken hebben tot in het begin van de 2e helft van de 20e eeuw bestaan.

## Proces

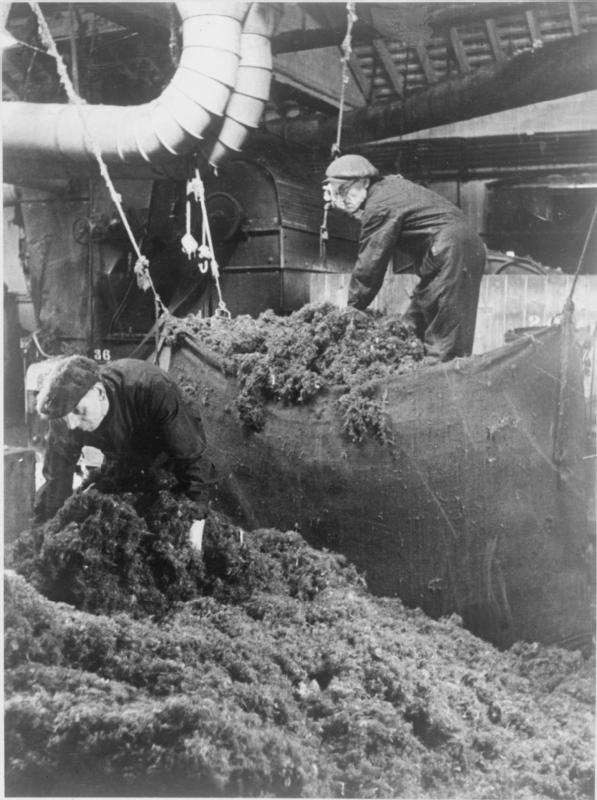
Recycling van lompen in 1942

De lompen werden van stof en vuil ontdaan in een klopmolen. Vervolgens werden ze onderworpen aan een nat carbonisatieproces dan wel een droog carbonisatieproces. De bedoeling hiervan was om de plantaardige vezels te vernietigen. De lompen werden daartoe behandeld met een zuur (zwavelzuur of zoutzuurgas) en vervolgens werden ze onderworpen aan een temperatuur van 110°C of hoger. Door kloppen werden de verkoolde plantaardige vezels (katoen, linnen) dan verwijderd.
Vervolgens werden de lompen gewassen en ingevet, waarna ze door de lompenscheurmachine (ook kunstwolmolen genoemd) uiteengerafeld werden tot er een watachtige massa ontstond. Deze werd geleverd aan de afvalspinnerijen waar men de aldus ontstane, kortere wolvezels vaak nog mengde met langere vezels. Door de lompen in te vetten, te smouten, werden ze soepel en werden er minder korte vezels geproduceerd.

## Industrie
Er hebben, alleen al in Nederland, tientallen kunstwolfabrieken en kunstwolmolens bestaan. De eersten dateerden uit de jaren 40 van de 19e eeuw, en tot in de jaren 50 van de 20e eeuw waren sommige van deze fabrieken nog actief.